# Памятник Максиму Горькому (Выборг)
Памятник Максиму Горькому — статуя в Выборге, установленная в 1953 году на Суворовской площади и перенесённая в сквер на Садовой улице в 1957 году. Памятник, посвящённый классику русской литературы, первому председателю правления Союза писателей СССР Максиму Горькому, имеет статус объекта культурного наследия.

## История
В 1953 году в сквере, разбитом в Выборге на месте разобранного лютеранского собора, был сооружён памятник Иосифу Сталину во весь рост. В связи с этим с расположенной поблизости от него площади, на которой традиционно размещаются учебные заведения, убрали находившийся там с 1951 года бюст Сталина, заменённый памятником Горькому, который не только не раз бывал в Выборге, но и сделал его местом действия романа «Жизнь Клима Самгина». Авторство скульптуры неизвестно: это типовая серийная работа, отлитая из бетона по форме, снятой с мастер-модели. 
В 1957 году статуя была перенесена в аллею на Садовой улице, а её место на площади занял памятник М. И. Калинину (который, однако, тоже впоследствии был перемещён). В тот период на Садовой улице находилось здание школы № 14, построенное в 1955 году и снесённое в конце XX века — напротив него и располагалась статуя Горького.
В 1984 году скульптором Александром Буслаевым проводилась реставрация памятника, а в 2021 году реставрация была осуществлена им же совместно с супругой Галиной. Реставрационные работы включали размещение на гранитном постаменте новой таблички с факсимиле писателя. К тому времени выяснилось, что садово-парковая скульптура в своём роде уникальна: аналогичных памятников из этой серии в Ленинградской области, как и на всей территории бывшего СССР, больше не сохранилось.